# Стародубец, Александр Александрович
Александр Александрович Стародубец (24 марта 1993, Москва, Россия) — корейский биатлонист российского происхождения, участник Кубка мира по биатлону в составе сборной Южной Кореи.

## Карьера

### Юниорская карьера
Начал заниматься биатлоном в СДЮШОР № 43 города Москвы, первый тренер — Елена Чукедова.
На внутрироссийском уровне становился победителем II зимней Спартакиады молодёжи в гонке преследования на 10 км (2012, Красноярск), за эту победу получил звание мастера спорта. В спринте на этих же соревнованиях выиграл серебро. На чемпионате России среди юношей 2012 года также стал серебряным призёром.
Принимал участие в юниорском чемпионате мира 2012 в Контиолахти, где стал седьмым в индивидуальной гонке на 12,5 км и в эстафете. В 2013 году участвовал в чемпионате Европы среди юниоров в Банско, в спринте стал 38-м, а в гонке преследования отстал на круг.
Со временем потерял место в юниорской сборной России, выступал на любительских соревнованиях и даже думал о завершении спортивной карьеры. Позднее представители Москомспорта предложили ему приехать на просмотр в южнокорейскую сборную.

### Взрослая карьера
В 2015 году принял решение выступать за сборную Южной Кореи. Корейцы перед домашней Олимпиадой-2018 решили натурализовать нескольких иностранных спортсменов, в том числе биатлонистов Анну Фролину-Булыгину и Александра Стародубца. Первым соревнованием для спортсмена в новой команде стал летний чемпионат мира-2016, однако там Александр не добился высоких результатов.
В Кубке IBU дебютировал в ноябре 2016 года в спринтерской гонке в Бейтостолене, где занял 33-е место и набрал свои первые очки.
Первую гонку на Кубке мира провёл 27 ноября 2016 года, в смешанной эстафете сборная Южной Кореи заняла 18-е место. Первым личным соревнованием для Александра стала индивидуальная гонка 30 ноября 2016, в которой спортсмен финишировал 93-м.